# Retrat de Simonetta Vespucci
El retrat de dona conegut com a retrat de Simonetta Vespucci és un retrat pòstum de Simonetta Vespucci, realitzat entre 1480 i 1520 per en Piero di Cosimo com a encàrrec de qui fou l'amant, el gran duc Giuliano de Mèdici. Actualment es troba a la rotonda de la galeria de les pintures del museu Condé, a Chantilly, als afores de París.
Ella va morir jove, als 23 anys, quan el pintor tindria encara uns 15 anys. Segurament el retrat respon a un desig d'idealització i de voler recordar la seva bellesa. Característiques com la puresa i definició del perfil, la corba irreal però harmoniosa de les espatlles, la nuesa i el refinament dels accessoris evoquen a una encarnació de la Bellesa. Es pensa que la Venus del Naixement de Venus de Botticelli també era Simonetta Vespucci.
Aquesta obra compta amb molts símbols, un dels quals és la serp que es menja la cua, que se solia pintar en retrats pòstums, i que és el símbol neoplatonià de la immortalitat, vista com l'etern recomençament. A més, Simonetta apareix de perfil, donant l'esquena a un cel blau i arbres verds mentre que mira a un paisatge desolat i amb núvols negres, evocant el món dels morts i la seva mort precoç.